# Chief Pontiac

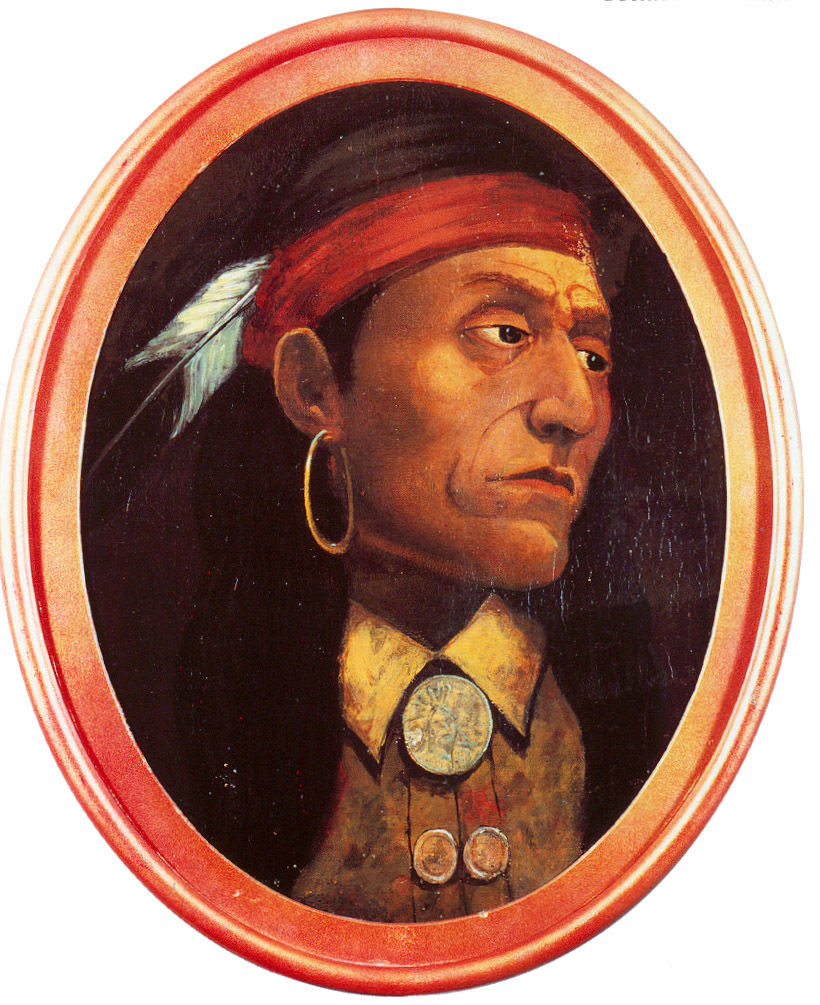
Chief Pontiac (schilderij van John M. Stanley)

Chief Pontiac ook wel Obwandiyag, (1720? - Cahokia (Illinois) 20 april 1769) was een opperhoofd van de Ottawa-indianen die een leidende rol speelde in Pontiacs opstand van 1763 tot 1765.
Pontiac leidde Ottawa-indianen aan Franse zijde in de Franse en Indiaanse Oorlog in de jaren 1754 tot 1763. Na de Franse nederlaag in 1763 waren de verhoudingen tussen de met de Fransen meevechtende indianenstammen en de Britten gespannen. Nog datzelfde jaar kwam het tot gevechten met de Britse troepen rond de Grote Meren. In mei leidde Pontiac een aanval op Fort Detroit nabij het huidige Lincoln Park in de staat Michigan. De aanval mislukte en de indianen trachtten via een vijf maanden durend beleg alsnog het fort in te nemen.
Als gevolg van Britse versterkingen en deserterende indiaanse strijders moest Pontiac het beleg opgeven en hij trok zich terug. In 1765 gaf Pontiac zijn strijd tegen de Britten op en een jaar later tekende hij in Oswego (New York) een vredesverdrag. Drie jaar later, op 20 april 1769, werd Pontiac door een lid van de Illinois Confederatie vermoord.
Zowel Pontiac (Michigan) (en het automerk dat er gemaakt werd) als Pontiac (Illinois) zijn naar hem vernoemd alsmede het Pontiac Squadron van het Royal Military College of Canada.